# Károly Vass (Handballspieler)
Károly Vass (* 16. Juni 1944 in Ipolyság, heute Teil der Slowakei; † 6. September 2021) war ein ungarischer Handballspieler.

## Karriere
Károly Vass begann seine Karriere 1960 bei Vasas Budapest. Zwischen 1963 und 1982 war er 19 Jahre lang für Elektromos SE Budapest aktiv. Mit dem Klub gewann er von 1969 bis 1971 dreimal in Folge die Ungarische Handballmeisterschaft und dreimal den Ungarischen Pokal (1976, 1980 und 1981). Zu dieser Zeit gehörte auch sein Bruder Sándor zum Team von Elektromos. 1974 wurde Vass zum Handballer des Jahres in Ungarn gewählt.
1971 gab Károly Vass sein Debüt in der ungarischen Handballnationalmannschaft, für die er insgesamt 115 Spiele bestritt und dabei 306 Tore erzielte. Er gehörte dabei unter anderem zum Aufgebot bei den Olympischen Spielen 1972 in München und in Montreal 1976. Zudem nahm er an der Weltmeisterschaft 1974 und 1982 teil.
Nach seiner Karriere als Spieler war Vass ab 1982 zwei Jahre Trainer in Kuwait bei al-Shabab. 1986 bis 1989 folgte ein Engagement bei Elektromos SE Budapest. Ehe er dort das Amt des Präsidenten übernahm und dieses bis 2002 beibehielt. Zwischen 1993 und 2004 war er zudem Vizepräsident des nationalen Handballverbands von Ungarn sowie des Magyar Olimpiai Bizottság.